# Petrovice (Humpolec)
Petrovice (německy Petrowitz) je vesnice, část města Humpolec v okrese Pelhřimov. Nachází se asi 5,5 km na západ od Humpolce. Prochází zde silnice II/129. V roce 2009 zde bylo evidováno 113 adres. V roce 2001 zde trvale žilo 194 obyvatel. Žije zde 167 obyvatel.
Petrovice leží v katastrálním území Petrovice u Humpolce o rozloze 5,13 km2.

## Pamětihodnosti
- kaplička
- kaple
- zvonička
- jednotřídka
- bývalá pazderna
- brzdový kámen